# Claire Michel
Claire Michel (Brussel, 13 oktober 1988) is een Belgisch triatlete, aquatleet en voormalig atleet. 

## Levensloop
Claire Michel is een dochter van Colette Crabbe, zwemster en Belgisch kampioene die België vertegenwoordigde op de Olympische Zomerspelen 1976 in Montreal. Michel bracht haar jeugd grotendeels door in de Verenigde Staten en studeerde aan de Universiteit van Oregon. Na haar studies in 2011 verhuisde ze terug naar Brussel, waar ze ging werken bij de Amerikaanse Kamer van Koophandel en in 2014 een bijkomende graad verwierf aan de Solvay Brussels School of Economics and Management.
Aanvankelijk was ze actief in het zwemmen. Later maakte ze de overstap naar atletiek, waarin ze aanvankelijk actief was in de crosscountry. In 2012 werd ze vice-Belgisch kampioene werd op de 3000 meter steeple. Eveneens in 2012 werd ze actief in het triatlon. In 2013 werd Michel vicewereldkampioen op de ITU Aquathlon World Championships. In 2014 en 2015 werd ze gelauwerd als Vrouwelijk Belgisch Triatlete van het Jaar. Ook in 2015 werd ze achtste in de triatlonkampioenschappen op de Europese Spelen 2015 in Bakoe. Sinds 2015 doet ze professioneel aan triatlon. Ze is aangesloten bij de Brussels Triathlon Club (BTC). Op 14 mei 2016 werd ze op de European Cup eerste in Triatlon Sprint in Rotterdam. Op 12 juni 2016 haalde ze nogmaals goud, ditmaal op het Belgisch Kampioenschap in Gullegem in de Triatlon Sprint discipline.
Ze nam tweemaal deel aan de Olympische Zomerspelen, met name in 2016 te Rio en 2020 te Tokio. In Rio finishte Michel niet. Ze werd toen uit de wedstrijd gehaald omdat ze dreigde gedubbeld te worden op de fiets. In Tokio werd ze 34e in de individuele wedstrijd en werd ze vijfde met het gemengd estafetteteam. Eerder behaalde ze met de 'Belgian hammers' brons op het EK van 2018 te Glasgow.
Michel kondigde in januari 2024 haar laatste seizoen op topsportniveau aan, vanaf 2025 wordt ze technisch directeur van LF3.

## Palmares

### 2016
- Belgisch Kampioenschap triatlon Sprintafstand, Gullegem
- 59e Wereldkampioenschappen triatlon 2016, Cozumel

### 2015
- 8e Triatlon op de Europese Spelen 2015
- 86e Wereldkampioenschappen triatlon 2015, Chicago

### 2014
- 40e Wereldkampioenschappen triatlon sprint 2014, Hamburg
- 33e Wereldkampioenschappen triatlon 2014, Edmonton

### 2013
- ITU Aquathlon World Championships, Londen
- Belgisch Kampioenschap triatlon Sprintafstand, Lille
- 27e Wereldkampioenschappen triatlon 2013, Londen

### 2012
- Belgische kampioenschappen atletiek 2012 - 3000 m steeple - Brussel